# Muhannad Assiri
Muhannad Ahmed Abu Radeah Assiri (Muhayil, 14 de outubro de 1986), é um futebolista saudita que atua como atacante. Atualmente joga pelo Al-Ahli.

## Carreira
Muhannad Assiri representou a Seleção Saudita de Futebol na Copa da Ásia de 2011.

## Títulos
Al Shabab
- Kings Cup: 2014

Al-Ahli
- Copa da Arábia Saudita: 2014–15
- Campeonato Saudita 2015–16
- Kings Cup: 2016
- Saudi Super Cup: 2016